# 硒半胱氨酸
硒半胱氨酸（Selenocysteine；簡稱：Sec 或 U；其它出版刊物亦簡稱為Se-Cys）是一種氨基酸，存在於少數一些酶中，如穀胱甘肽過氧化酶、甲狀腺素5'-脫碘酶、硫氧還蛋白還原酶、甲酸脫氫酶、甘氨酸還原酶和一些氫化酶等。硒半胱氨酸的結構和半胱氨酸類似，只是其中的硫原子被硒取代。硒代半胱氨酸并不由半胱氨酸转化而成，而是由丝氨酸转化而成，丝氨酸中的氧被硒所取代。包含硒半胱氨酸殘基的蛋白都稱爲硒蛋白。
在遺傳密碼中，硒半胱氨酸的編碼是UGA（即乳白密碼子），通常用作終止密碼子。但如果在mRNA中有一個硒半胱氨酸插入序列（SElenoCysteine Insertion Sequence，SECIS），UGA就用作硒半胱氨酸的編碼。SECIS序列是由特定的核苷酸序列和鹼基配對形成的二級結構決定的。在真細菌中，SECIS直接跟在UGA密碼子之後，和UGA在同一個閱讀框架內。而在古細菌和真核生物中，SECIS在mRNA的3'-不翻譯區域（3'-UTR）中，可以引導多個UGA密碼子編碼硒半胱氨酸殘基。當細胞生長缺乏硒時，硒蛋白的翻譯會在UGA密碼子處中止，成爲不完整而沒有功能的蛋白。
和細胞中的其它氨基酸一樣，硒半胱氨酸也有個特異的tRNA。這個tRNASec，和其它標準的tRNA相比有一些不同之處，最明顯的是具有一個包含8個鹼基（細菌）或9個鹼基（真核生物）的接收莖（stem），一個長的可變臂，以及幾個高度保守鹼基的替換。tRNASec起初由絲氨酸-tRNA連接酶加載一個絲氨酸，但這個Ser-tRNASec並不能用於翻譯，因爲它不能被通常的延長因子識別（細菌中的EF-Tu，真核生物中的eEF-1α）。而這個絲氨酰可以被一個含有磷酸吡哆醛的硒半胱氨酸合成酶替換成硒半胱氨酰。最後，這個Sec-tRNASec特異性地和另外一個翻譯延伸因子SelB或者mSelB結合，被輸送到正在翻譯硒蛋白mRNA的核糖體上。
另一種不含在20種常見氨基酸內的編碼胺基酸為吡咯離胺酸。

## 延伸閱讀
- Zinoni, F.; Birkmann, A.; Stadtman, T. C.; Bock, A. . PNAS. 1986, 83 (13): 4650–4654. Bibcode:1986PNAS...83.4650Z. PMC 323799 . PMID 2941757. doi:10.1073/pnas.83.13.4650.
- Zinoni, F.; Birkmann, A.; Leinfelder, W.; Bock, A. . PNAS. 1987, 84 (10): 3156–3160. Bibcode:1987PNAS...84.3156Z. PMC 304827 . PMID 3033637. doi:10.1073/pnas.84.10.3156.
- Cone, B. E.; del Rio, R. M.; Davis, J. N.; Stadtman, T. C. . PNAS. 1976, 73 (8): 2659–2663. Bibcode:1976PNAS...73.2659C. PMC 430707 . PMID 1066676. doi:10.1073/pnas.73.8.2659.
- Fenyö, D.; Beavis, R.C. . J Proteome Res. 2015. PMID 26680273. doi:10.1021/acs.jproteome.5b01028.